# Dasyhelea serristernum
Dasyhelea serristernum är en tvåvingeart som beskrevs av Remm 1967. Dasyhelea serristernum ingår i släktet Dasyhelea och familjen svidknott. Inga underarter finns listade i Catalogue of Life.